# Rubus amplificatus
Rubus amplificatus är en rosväxtart som beskrevs av Edwin Lees. Rubus amplificatus ingår i släktet rubusar, och familjen rosväxter. Inga underarter finns listade i Catalogue of Life.